# Michał Zawada
Michał Zawada – polski fizyk, doktor habilitowany nauk fizycznych, specjalizuje się w fizyce atomowej oraz fizyce doświadczalnej. Profesor nadzwyczajny Instytutu Fizyki Wydziału Fizyki, Astronomii i Informatyki Stosowanej Uniwersytetu Mikołaja Kopernika.

## Życiorys
Studia z fizyki ukończył na Wydziale Fizyki, Astronomii i Informatyki Stosowanej Uniwersytetu Jagiellońskiego w 1999. Na macierzystym wydziale w Krakowie uzyskał także stopień doktorski broniąc w 2003 pracy pt. Collective Effects in a Cloud of Cold, Dense Atoms (promotorem był prof. Wojciech Gawlik). W okresie 2002–2003 odbył 6-miesięczny staż w Europejskim Laboratorium Spektroskopii Nieliniowej (LENS) we Florencji. Po doktoracie przez trzy lata pracował jako asystent w Zakładzie Fotoniki Instytutu Fizyki UJ (2003–2006).
W 2006 został zatrudniony jako adiunkt w Zakładzie Fizyki Atomowej, Molekularnej i Optycznej Instytutu Fizyki UMK w Toruniu, gdzie następnie awansował na profesora nadzwyczajnego. Roczny staż podoktorski odbył w SYRTE (fr. SYstèmes de Référence Temps Espace) l'Observatoire de Paris (2010–2011). Habilitował się w 2014 na podstawie oceny dorobku naukowego i cyklu publikacji pt. Rozwój eksperymentalnej fizyki zimnych atomów w Krajowym Laboratorium FAMO.
Swoje prace publikował m.in. w takich czasopismach jak: „Physical Review A", „Journal of Physics B: Atomic, Molecular and Optical Physics", „Optics Express", „IEEE Transactions on Ultrasonics, Ferroelectrics, and Frequency Control" oraz w „Acta Physica Polonica".